# 川平車站
34°59′49.171″N 132°17′4.17″E / 34.99699194°N 132.2844917°E
川平車站（日语：／ Kawahira eki */?）曾是屬於西日本旅客鐵道（JR西日本）三江線的鐵路車站，位於島根縣江津市川平町。三江線活化協議會將此站暱稱命名為「大江山」，取自島根縣西部與廣島縣西北部流傳的傳統神樂——石見神樂。

## 歷史
- 1930年（昭和5年）4月20日 - 三江線的石見江津車站（今 江津車站）至川平車站的路段通車，川戶車站做為中途站而開始營運。
- 1955年（昭和30年）3月31日 - 隨著三江南線通車營運，原本的三江線更名為三江北線。
- 1975年（昭和50年）8月31日 - 三江南線的口羽車站與三江北線的濱原車站之間銜接路段完工通車，南北兩線合併為三江線，此站成為三江線的車站。
- 1987年（昭和62年）4月1日 - 隨著國鐵分割民營化，成為西日本旅客鐵道所管轄的車站。
- 1999年（平成11年）3月 - JR西日本將石見簗瀨、川戶、因原及此站的列車交會設施拆除，因此從江津至濱原間僅剩下石見川本車站可交會列車[2]。
- 2018年4月1日 - 因三江線全線停駛廢線，隨之停止營運而廢站。

## 車站構造
此站為地面車站，往濱原車站方向的右側設有一股軌道與側式月台一座。站房位於第1月台，車站沒有裝設自動售票機等設備。
在1999年3月拆除列車交會設施前，此站原有兩股軌道、兩座側式月台。於拆除交會設施時移除了其中一股軌道。

## 使用狀況
根據島根縣的統計資料與《三江線沿線地域公共交通網形成計劃》所記載之每日平均乘客人數如下：
| 乘車人數推移 | 乘車人數推移 |
| 年度         | 1日平均人數  |
| ------------ | ------------ |
| 1984         | 112          |
| 1994         | 47           |
| 1999         | 39           |
| 2000         | 32           |
| 2001         | 26           |
| 2002         | 20           |
| 2003         | 19           |
| 2004         | 18           |
| 2005         | 14           |
| 2006         | 8            |
| 2007         | 9            |
| 2008         | 8            |
| 2009         | 10           |
| 2010         | 13           |
| 2011         | 9            |
| 2012         | 9            |
| 2013         | 7            |
| 2014         | 6            |
| 2015         | 7            |

## 其他
- 2007年上映的漫畫改編電影《天然子結構》（天然コケッコー）曾在此車站出外景及拍攝宣傳海報。
- 2008年上映的漫畫改編電影《砂時計》（砂時計）也於此站出外景。

## 相鄰車站
西日本旅客鐵道（JR西日本）
 三江線
千金－川平－川戶

## 外部連結
- （日語） JR西日本（川平駅） （页面存档备份，存于）
- （日語） ぶらり三江線WEB：川平 - 三江線改良利用促進期成同盟会・三江線活性化協議会。